# Prestonia annularis
Prestonia annularis là một loài thực vật có hoa trong họ La bố ma. Loài này được (L.f.) G.Don miêu tả khoa học đầu tiên năm 1837.